# Heidelberger Stückemarkt
Der Heidelberger Stückemarkt ist ein Dramatikerwettbewerb und Theaterfestival, das seit 1984 alljährlich im Mai in Heidelberg stattfindet. Veranstalter ist das Theater und Orchester Heidelberg.
Begründet wurde der Stückemarkt als themengeordnetes Gastspielfestival unter dem Heidelberger Intendanten Peter Stoltzenberg. Seit 1996 wurde das Festival in Etappen von den nachfolgenden Intendanten Volkmar Clauß, Günther Beelitz, Peter Spuhler und Holger Schultze weitergeführt und konzeptionell erweitert. 
Der Heidelberger Stückemarkt ist ein Uraufführungsfestival. Im Wettbewerb um den Autor*innenPreis finden Lesungen bislang unaufgeführter Theatertexte statt, zusätzlich werden Gastspiele aus dem ganzen deutschsprachigen Raum aufgeführt. Seit 2001 ist jährlich ein Gastland geladen, aus dem Theaterproduktionen gezeigt und Autoren vorgestellt werden. 2012 wurden der JugendStückePreis und NachSpielPreis ins Leben gerufen, um das Programm um den Schwerpunkt Jugendtheater zu erweitern und neben Uraufführungen auch Zweit- und Drittinszenierungen auszuzeichnen. Seit 2012 kooperiert der Heidelberger Stückemarkt außerdem über Austauschgastspiele mit den Mülheimer Theatertagen.
2020 fiel das Festival aufgrund der Corona-Pandemie aus, 2021 fand es digital statt.

## Die Preise

### Autorenpreis
Der mit 10.000 Euro dotierte Hauptpreis des Festivals wird im Wettbewerb von sieben Finalisten, deren Dramentexte beim Festival in szenischer Lesung vorgestellt werden, von einer Jury vergeben. Siehe 

### Internationaler Autorenpreis
Der Internationale AutorenPreis, gestiftet durch das Land Baden-Württemberg, ist mit 5000 Euro dotiert und wird von der Stückemarkt-Jury an einen der Theaterautoren des Gastlands vergeben, die ihre neuen Stücke in Lesungen vorstellen.

### JugendStückePreis
Drei herausragende Jugendtheater-Inszenierungen werden jährlich für den Preis nominiert und als Gastspiele geladen. Unter Beratung einer „Expertenschar“ von Jugendlichen zeichnet die Stückemarkt-Jury ein Siegerstück aus. Der Autor erhält den mit 6000 Euro dotierten Jugendstückepreis, gestiftet durch das Unternehmerpaar Bettina Schies und Klaus Korte. Analog zum JugendStückePreis wird bei den Mülheimer Theatertagen der KinderStückePreis verliehen, die Gewinnerstücke erhalten eine Einladungen zum jeweils anderen Festival.

### NachSpielPreis
Der NachSpielPreis soll eine Ermutigung an Theater sein, neue, bereits uraufgeführte Stücke, die wenig Beachtung fanden, auf den Spielplan zu setzen. Der undotierte Preis ist mit einer Gastspieleinladung zu den Autorentheatertagen am Deutschen Theater Berlin verbunden.

### PublikumsPreis
Alle Stücke des internationalen und des deutschsprachigen Autorenwettbewerbs stehen zur Wahl für den PublikumsPreis. Durch schriftliche Abstimmung nach jeder Stücklesung hat das Publikum die Möglichkeit einen Sieger zu ermitteln. Dieser erhält mit der Ehrung ein Preisgeld von 2.500 Euro, gestiftet durch den Freundeskreis des Theaters und Orchesters Heidelberg.

### SWR Kultur Hörspielpreis
Seit 2021 wird der Hörspielpreis an eines der noch nicht uraufgeführten Stücke aus dem Autorenwettbewerb verliehen. Das Gewinnerstück wird vom SWR2 als Hörspiel produziert.

### FIDENA Stückepreis
Um die Verbindung zwischen neuer Dramatik und Figurentheater zu stärken, kooperiert das Theater und Orchester Heidelberg 2025 mit dem Deutschen Forum für Figurentheater und Puppenspielkunst (dfp) sowie dem Musiktheater im Revier Gelsenkirchen und vergibt im Autor*innenwettbewerb 2025 den FIDENA Stückepreis. Der Preis ist mit 5.000 € dotiert und verbunden mit einer Ur- oder Zweitaufführung des prämierten Textes in der Puppenspielsparte des Musiktheater im Revier.

### Extrapreise
2012 und 2014 wurde ein zusätzlicher Preis verliehen, der NachwuchsPreis, der 2012 an das Stück Und dann von Wolfram Höll und 2014 an das Stück Tanzen! Tanzen! von Daniel Förster ging. Im Jahr 2011 wurde ein „Innovationspreis“ an Bonn Parks Die Leiden Des Jungen SuperMario in 2D verliehen. Von 2001 bis 2005 wurde der Autorenpreis der deutschsprachigen Theaterverlage verliehen.

## Preisträger

### Internationaler Autorenpreis
- 2025 Han Jing: Vierundzwanzig Stunden vor Neujahr werden wir des Lebens müde
- 2024 Alex Chigvinadze: Wer klopft?[4]
- 2023 Alejandro Leiva Wenger: Leichenschmaus/Minnesstund
- 2022 María Velasco: Ich will die Menschen ausroden von der Erde
- 2021 Gabriele Labanauskaite: Immobiliendrama (Übersetzung aus dem Litauischen von Jurate Braginaite)
- 2019 Ömer Kaçar: Misafir/Der Gast (Übersetzung aus dem Türkischen von Recai Hallaç)
- 2018 Yeon ok Koh: Das Gespür einer Ehefrau (Übersetzung aus dem Koreanischen von Jan Creutzenberg)
- 2017 Olga Mazjupa: Öko-Ballade (Übersetzung aus dem Ukrainischen: Lydia Nagel)
- 2016 Thomas Depryck: Le Réserviste (Der Reservist; Übersetzung: Frank Weigand)
- 2015 Ángel Hernández: Padre fragmentado dentro de una bolsa – Zerstückelte Vater im Plastiksack
- 2014 Pipsa Lonka: These little town blues are melting away – Lieder vom Ufer des Grauen Meeres
- 2013 Lena Kitsopoulou: Athanasios Diakos – Die Rückkehr
- 2012 Dina Soliman: Puppen
- 2011 Ahmet Sami Özbudak: Spur

### JugendStückePreis
- 2025 Nice von Kristo Sagor, Regie Sergej Gößner, Theater Konstanz
- 2024 Erik*a – Eine multimediale Revue von Theresa Seraphin (Texte) und Daniel Pfluger (Inszenierung), Schauburg München
- 2023 Stanislava Jević: Out there
- 2022 Vater unser nach dem Roman von Angela Lehner, Schauspiel Hannover
- 2021 Lucien Haug: Frühlings Erwachen, Inszenierung: Suna Gürler, Schauspielhaus Zürich
- 2020
  - Milan Gather: Astronauten, Junges Ensemble Stuttgart
  - Frauen und Fiktion: Care 3.0, Treibstoff Theatertage Basel
  - Julia Wissert und Ensemble: Das Ende der Anderen, Schauspielhaus Bochum[5][6]
- 2019 Kristo Šagor: Iason, Inszenierung: Jörg Wesemüller, Staatstheater Braunschweig
- 2018 Sergej Gößner: Mongos, Inszenierung: Grit Lukas, Theater Magdeburg
- 2017 pulk fiktion: All about Nothing, Koproduktion des FFT Düsseldorf und dem Theater Bonn in Kooperation mit dem Freien Werkstatt Theater
- 2016 Karsten Dahlem: Es bringen nach dem Roman von Verena Güntner, Inszenierung: Karsten Dahlem, Junges Schauspielhaus Düsseldorf
- 2015 Tobias Ginsburg und Daphne Ebner: Weltenbrand, Inszenierung: Tobias Ginsburg, Schauburg
- 2014 Showcase Beat Le Mot: Animal Farm nach dem Roman von George Orwell, Kooperation mit dem Theater an der Parkaue, JES Stuttgart, Kampnagel, Künstlerhaus Mousonturm, Theater Oberhausen und FFT Düsseldorf
- 2013 David Gieselmann: Über Jungs, Inszenierung: Mina Salehpour, GRIPS Theater
- 2012 Athia Sen Guppta: Fatima, Inszenierung: Mina Salehpour, Staatstheater Hannover

### Publikumspreis
- 2025 Yannic Han Biao Federer: Asiawochen
- 2024 Alex Chigvinadze: Wer klopft?
- 2023 Lamin Leroy Gibba: Doppeltreppe zum Wald
- 2022 Leo Meier: zwei herren von real madrid
- 2021 Anna Gschnitzer: Einfache Leute
- 2019 Ömer Kaçar: Misafir/Der Gast (Übersetzung: Recai Hallaç)
- 2018 Rinus Silzle: Legal Highs
- 2017 Joël László: Wiegenlied für Baran
- 2016 Stijn Devillé: Leni und Susan (Übersetzung: Uwe Dethier)
- 2015 Ángel Hernández: Padre fragmentado dentro de una bolsa / Zerstückelter Vater im Plastiksack
- 2014 Juha Jokela: Der Patriarch
- 2013 Vangelis Hadjiyannidis: Am Bildschirm Licht
- 2012 Katja Hensel: Önf – Womit keine Zahl rechnet
- 2011 Rike Reiniger: Zigeuner-Boxer

### NachSpielPreis
- 2025 Gelbes Gold von Fabienne Dür, Inszenierung: Malin Lamparter, Stadttheater Gießen
- 2024 Raphaela Bardutzky: Fischer Fritz, Inszenierung: David Bösch, Landestheater Linz
- 2023 Leo Meier: zwei herren von real madrid, Inszenierung: Albrecht Schroeder, Schauspiel Leipzig
- 2022 Thomas Melle: Ode, Inszenierung: Rafael Sanchez, Schauspiel Köln
- 2021 Laura Naumann: Das hässliche Universum, Inszenierung: Sapir Heller, Münchner Volkstheater
- 2019 Miroslava Svolikova: Diese Mauer fasst sich selbst zusammen..., Inszenierung: Eva Lange, Hessisches Landestheater Marburg
- 2018 Wolfram Höll: Drei sind wir, Inszenierung: Valerie Voigt-Firon, Burgtheater Vestibül
- 2017 Benjamin Lauterbach: Der Chinese, Inszenierung: Max Merker, Theater und Orchester Biel Solothurn
- 2016 Dirk Laucke: Furcht und Ekel. Das Privatleben glücklicher Leute, Inszenierung: Pınar Karabulut, Schauspiel Köln
- 2015 Elfriede Jelinek: Schatten (Eurydike sagt), Inszenierung: Jan Philipp Gloger, Staatstheater Karlsruhe
- 2014 Klaus Händl: Eine Schneise, Inszenierung: Stefan Otteni, Staatstheater Nürnberg
- 2013 Philipp Löhle: Trilogie der Träumer, Inszenierung: Jan-Christoph Gockel, Konzert Theater Bern
- 2012 Rebekka Kricheldorf: Villa Dolorosa. Drei missratene Geburtstage, Inszenierung: Erich Sidler, Saarländisches Staatstheater

### SWR Kultur Hörspielpreis
- 2025 Yannic Han Biao Federer: Asiawochen
- 2024 Leonie Ziem: Kind aus Seide[7]
- 2023 Lamin Leroy Gibba: Doppeltreppe zum Wald
- 2022 Leo Meier: zwei herren von real madrid
- 2021 Patty Kim Hamilton: Peeling Oranges

### FIDENA Stückepreis
- 2025 Svealena Kutschke: Fußnoten aus dem späten 21. Jahrhundert

## Gastländer
- 2025 China
- 2024 Georgien
- 2023 Schweden
- 2022 Spanien
- 2021 Litauen
- 2020 Litauen
- 2019 Türkei
- 2018 Südkorea
- 2017 Ukraine
- 2016 Belgien
- 2015 Mexiko
- 2014 Finnland
- 2013 Griechenland
- 2012 Ägypten
- 2011 Türkei

## Belege
1. ↑  Nachtkritik: Heidelberger Stückemarkt 2021
2. ↑  Herzlichen Glückwunsch! - Heidelberger Stückemarkt - Festivals - Theater und Orchester Heidelberg. Abgerufen am 11. Juni 2025.
3. ↑  Preisträger 2011 (Memento des Originals vom 21. Juni 2015 im Internet Archive)  Info: Der Archivlink wurde automatisch eingesetzt und noch nicht geprüft. Bitte prüfe Original- und Archivlink gemäß Anleitung und entferne dann diesen Hinweis., Heidelberger Stückemarkt Archiv, abgerufen am 12. Juni 2015
4. ↑  Unüberhörbare Warnsignale. In: heidelberger-stueckemarkt.nachtkritik.de. 6. Mai 2024, abgerufen am 7. Mai 2024.
5. ↑  Esther Slevogt: Heidelberger Stückemarkt 2020 abgesagt. Abgerufen am 3. Januar 2022.
6. ↑  Esther Slevogt: Auswahl Heidelberger Stückemarkt 2020. Abgerufen am 3. Januar 2022.
7. ↑  SWR Kultur Hörspielpreis für Leonie Ziem. 6. Mai 2024, abgerufen am 19. September 2024.